# Phraseologie
Unter Phraseologie versteht man die Disziplin der Sprachwissenschaft, die sich mit Phraseologismen, mit Phrasemen, also mit festen Wortverbindungen, beschäftigt. Darüber hinaus bezeichnet der Terminus Phraseologie auch die Gesamtheit der Phraseologismen einer Sprache, also den phraseologischen Bestandteil des Wortschatzes. Eine Teildisziplin der Phraseologie ist die historische Phraseologie.